# Альфа Водолея
А́льфа Водоле́я (Alpha Aquarii/α Aquarii/α Aqr, собственное название — Садальмели́к) — вторая по яркости (лишь немного слабее, чем соседняя бета Водолея — Садальсууд) звезда в созвездии Водолея. Традиционное название происходит от арабского Al Sa`d al Malik — «счастье царя», также иногда производят от арабского Al Sa`d al Mulk — «счастье царства».
Звезда является крайне необычной по нескольким параметрам. Она классифицируется как сверхгигант спектрального класса G2, температура её поверхности лишь немного меньше, чем солнечные 6000 K. Такие жёлтые сверхгиганты довольно редки: большинство сверхгигантов являются либо более горячими и голубыми, либо более холодными и красными. (Ближайший сосед — Садальсууд — является точно таким же, что заставляет предположить их происхождение в одно и то же время из одного газопылевого облака). Учитывая расстояние в 750 световых лет, можно рассчитать, что Садальмелик имеет светимость в 3000 раз больше солнечной и это показывает, что его диаметр почти в 60 раз больше солнечного. Это много, но он далеко не такого размера, как у настоящих сверхгигантов, чей размер так велик, что они могли бы заполнить собой орбиту Юпитера. Его статус сверхгиганта говорит о том, что звезда находится на последних стадиях эволюции и приближается к своей скорой смерти.
Желтые сверхгиганты такого рода, как правило, имеют сильную переменность и относятся к классу цефеид (названный в честь прототипа, Дельты Цефея). Но Садальмелик не цефеида (также как Гамма Лебедя, Садр). Неизвестно, почему некоторые звезды, подобные ему, являются цефеидами, а другие нет. Садальмелик также относится к редкому типу «гибридных звёзд». Менее яркие звёзды солнечной температуры, как правило, имеют магнитные поля, которые производят горячую окружающую звезду корону, подобную солнечной, которую можно видеть во время солнечного затмения. Очень яркие звёзды, однако, её не имеют, но зато порождают гораздо более прохладные звёздные ветры. Садальмелик имеет промежуточные характеристики: горячую корону и мощный звёздный ветер.
У звезды есть визуальный компаньон, имеющий обозначение CCDM J22058-0019B, с видимой звёздной величиной примерно 12,2m, удалённый на угловое расстояние 112 угловых секунд и находящийся на позиционном угле 40°. Его параллакс (2,36 ± 0,11 тысячных секунды) сильно отличается от параллакса Садальмелика, поэтому звёзды не являются физической парой — визуальный компаньон примерно вдвое дальше от нас, чем Альфа Водолея, и лишь случайно проецируется на небесную сферу вблизи неё. Таким образом, Альфа Водолея является оптически-двойной звездой.